# Juraj Cajchan
Juraj Cajchan, född 19 november 1941 i Bratislava, död 11 februari 2019 i Göteborg, var en svensk illustratör. Han är mest känd för sina underfundiga illustrationer i GP.